# Route nationale 531
Pour les articles homonymes, voir Route 531.
La route nationale 531, ou RN 531, est une ancienne route nationale française reliant Bourg-de-Péage à Grenoble.

## Histoire
La route nationale 531 est définie à sa création en 1933 « de Valence à Grenoble par Villard-de-Lans ».
La réforme de 1972 déclasse une partie de la RN 531, qui devient la RD 531, à l'exception des tronçons de Bourg-de-Péage à Saint-Just-de-Claix et de Sassenage à Grenoble qui ont été renumérotés RN 532.

## Tracé
La route traverse, entre Pont-en-Royans et Villard-de-Lans, les gorges de la Bourne.
- Bourg-de-Péage N 532
- Saint-Nazaire-en-Royans
- Saint-Just-de-Claix D 531
- Auberives-en-Royans
- Pont-en-Royans
- Les Chartreux, commune de Choranche
- Choranche
- La Balme de Rencurel, commune de Rencurel
- Les Jarrands, commune de Villard-de-Lans
- Villard-de-Lans
- Bouilly, commune de Lans-en-Vercors
- Lans-en-Vercors
- Engins
- Sassenage N 532
- Fontaine
- Seyssinet-Pariset
- Grenoble